# Last Train To London
«Last Train to London» es una canción del grupo musical británico Electric Light Orchestra incluida en el álbum Discovery, editado en 1979 por Jet Records. Fue lanzado como doble lado A junto con la canción "Confusión". Alcanzó el puesto número 8 en la lista de éxitos del Reino Unido. Mientras, en los Estados Unidos las dos canciones fueron trazadas por separado, con "Confusion" a finales de 1979, seguido de "Last Train to London" a principios de 1980, logrando el puesto número 39 en el Billboard Hot 100. En España el sencillo fue lanzado con el título en español "Último tren a Londres". El cantante de la banda y compositor de la canción afirmó: "Hubo un período en que parecía que pasamos años en los trenes que van y vienen de Birmingham pasando por los distintos canales de televisión y radio en Londres. Se empleó el sintetizador Yamaha CS-80, el Clavinet y piano eléctrico Fender Rhodes.

## Lista de canciones
Reino Unido – Vinilo de 7"
1. «Confusion» – 3:42
2. «Last Train to London» – 4:31

 Estados Unidos – Vinilo de 7"
1. «Last Train to London» – 4:31
2. «Down Home Town» – 3:53

## Posicionamiento en listas
| Lista (1979–80)                    | Mejor posición |
| ---------------------------------- | -------------- |
| Estados Unidos (Billboard Hot 100) | 39             |
| Francia (SNEP)                     | 3              |
| Irlanda (IRMA)                     | 9              |
| Nueva Zelanda (RIANZ)              | 19             |
| Reino Unido (UK Singles Chart)     | 8              |

## Apariciones
También aparece en los siguientes LP
- 'Out of the Blue' Tour: Live at Wembley/Discovery 1989
- Very Best of ELO 1989
- 3-Pak: Face The Music/A New World Record/Discovery 1995
- Strange Magic: The Best of Electric Light Orchestra 1995
- Light Years: The Very Best of Electric Light Orchestra 1997
- 'Out of the Blue' Tour: Live at Wembley/Discovery 1998
- Flashback 2000
- Discovery (Bonus Tracks) 2001
- Gold Collection, Vol. 2 2001
- The Collection (Box Set) 2005
- The Collection (Cube Version) 2005
- Antes de Ameri 2023